# Argentijnse sidderrog
De argentijnse sidderrog (Tetronarce puelcha) is een vissensoort uit de familie van de sidderroggen (Torpedinidae). De wetenschappelijke naam van de soort is voor het eerst geldig gepubliceerd in 1926 door Lahille.